# 毛茎耳状楼梯草
毛茎耳状楼梯草（学名：Elatostema auriculatum var. strigosum）为荨麻科楼梯草属下的一个变种。

## 扩展阅读
- 維基物種上的相關：毛茎耳状楼梯草